# Moros
Moros (лат.) — род тероподных динозавров из надсемейства тираннозавроид (Tyrannosauroidea), чьи окаменелые остатки найдены в верхнемеловых отложениях на территории штата Юта (США). Новый таксон описан командой палеонтологов под руководством Линдси Занно в феврале 2019 года. В род включают типовой и единственный вид Moros intrepidus.

## Открытие и название

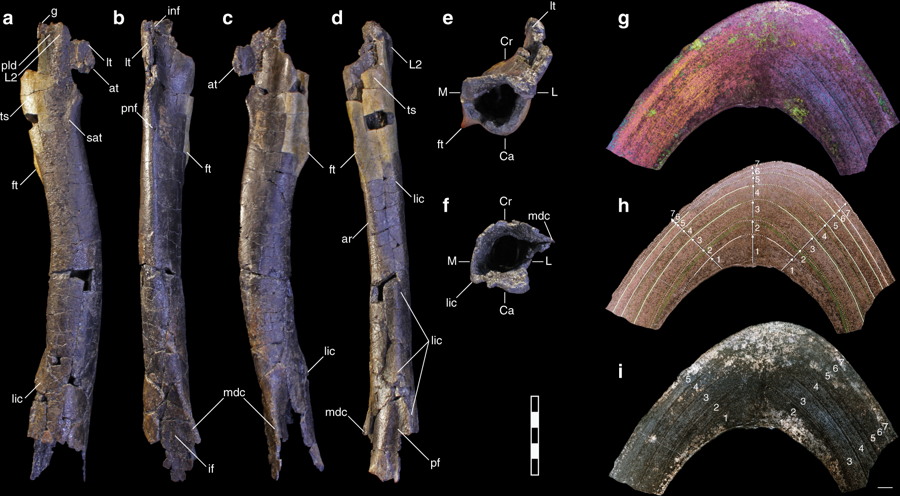
Правая бедренная кость в разных проекциях

Остатки Moros были обнаружены в той же местности, где Л. Занно и её команда обнаружила окаменелости Siats meekerorum — крупного хищника из группы Carcharodontosauria, жившего в то же время. Образцы, впоследствии отнесённые к Moros, нашли ещё в 2012 году, но потребовались годы на то, чтобы извлечь их, описать и определить, что они действительно принадлежат новому виду вымерших животных.
В 2019 году типовой вид Moros intrepidus назвали и описала группа палеонтологов под руководством Линдси Занно. Родовое название происходит от др.-греч. moros — воплощение надвигающейся гибели, с отсылкой на становление доминирующей группы тираннозавроидов в Северной Америке. Видовое название лат. intrepidus, «бесстрашный», указывает на предполагаемое распространение тираннозавроидов на всём континенте после Moros.
Образец голотипа NCSM 33392 был найден в нижней части горизонта Массентучит геологической формации Сидар-Маунтин, которую датируют сеноманским ярусом (100,5—93,9 млн лет). Голотип представляет собой правую заднюю конечность животного. Он состоит из костей бедра и голени, II и IV плюсневых костей и III и IV фаланги четвёртого пальца. Линии остановки роста указывают на то, что динозавр был подросшим животным 6 или 7 лет, близким к своему максимальному размеру. С таксоном также были соотнесены 2 предчелюстных зуба.

## Описание

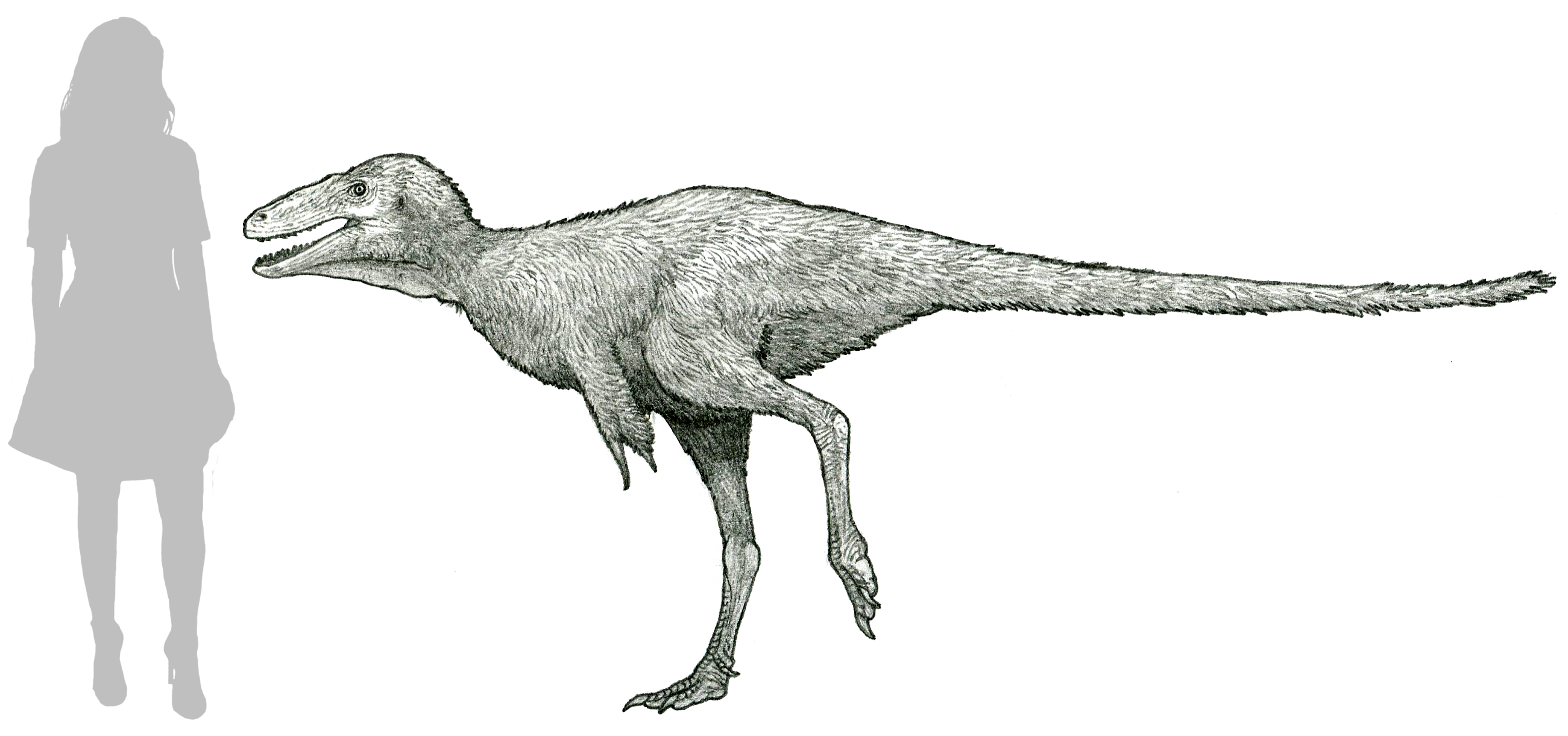
Сравнительные размеры Moros и человека

Moros был некрупным, быстро бегающим животным с приблизительной массой тела 78 килограммов. Длина его ноги равняется 1,2 метра. Кости стопы динозавра были необычайно тонкими, а пропорции пястных костей схожи с таковыми у орнитомимидов, а не у родственных тираннозавроидов.

## Систематика
Проведённый авторами описания филогенетический анализ с включением Moros в комплексную матрицу целурозавров восстановил его в качестве представителя клады Pantyrannosauria, расходящегося с раннемеловым азиатским Dilong paradoxus к широкой североамериканской радиации крупных кампано-маастрихтских тираннозавроидов. Тем не менее, связь между Moros и некоторыми другими позднеюрскими и раннемеловыми видами не прояснена.
Moros был базальным тираннозавроидом, родственным азиатским среднемеловым таксонам Xiongguanlong и Timurlengia. Эта филогенетическая близость с азиатскими базальными тиранозавроидами предполагает, что Moros был частью трансконтинентального обмена между биотами Азии и Северной Америки, происходившего в середине мела, что зафиксировано при изучении других таксонов.